# Cantó de Puiseaux
El cantó de Puiseaux és un cantó francès del departament de Loiret, situat al districte de Pithiviers. Té 13 municipis i el cap és Puiseaux.

## Municipis
- Augerville-la-Rivière
- Aulnay-la-Rivière
- Boësses
- Briarres-sur-Essonne
- Bromeilles
- Desmonts
- Dimancheville
- Échilleuses
- Grangermont
- La Neuville-sur-Essonne
- Ondreville-sur-Essonne
- Orville
- Puiseaux

## Història
| Data d'elecció                           | Identitat            | Partit                     | Qualitat |
| ---------------------------------------- | -------------------- | -------------------------- | -------- |
| 19..-1982                                | M. Madre             | RGR, després radical       |          |
| 1945-1965                                | Paul Ciccoli         | Sense etiqueta             |          |
| 1965-1973                                | Louis Desrousseaux   | UDF                        |          |
| 1973-2004                                | Pierre Frérot        | Divers droite, després RPR |          |
| 2004-                                    | Christian Blumenfeld | UMP                        |          |
| les dades anteriors no són pas conegudes |                      |                            |          |
|                                          |                      |                            |          |

## Demografia
| A partir de 1990: Població sense dobles comptes |